# Mistrzostwa Europy w Zapasach 1976
31. Mistrzostwa Europy w zapasach odbywały się od 16 do 21 kwietnia 1976 roku w Leningradzie w ZSRR.

## Styl klasyczny

### Medaliści
| Konkurencja | Złoto             | Srebro               | Brąz                 |
| ----------- | ----------------- | -------------------- | -------------------- |
| -48 kg      | Aleksiej Szumakow | Constantin Alexandru | Ferenc Seres         |
| -52 kg      | Petyr Kirow       | Władimir Szatunow    | Bambis Cholidis      |
| -57 kg      | Fargat Mustafin   | Mihai Boțilă         | Josef Krysta         |
| -62 kg      | Kazimierz Lipień  | Ion Păun             | Suren Nałbandian     |
| -68 kg      | Lars-Erik Skiöld  | Ștefan Rusu          | Szamil Chisamutdinow |
| -74 kg      | Janko Szopow      | Josif Beriszwili     | Petros Galaktopulos  |
| -82 kg      | Csaba Hegedűs     | Władimir Czeboksarow | Iwan Kolew           |
| -90 kg      | Frank Andersson   | Stojan Nikołow       | Fred Theobald        |
| -100 kg     | Nikołaj Bałboszyn | József Farkas        | Tore Hem             |
| +100 kg     | Aleksandyr Tomow  | Aleksandr Kołczinski | József Nagy          |

### Tabela medalowa
| Lp. | Państwo        | Złoto | Srebro | Brąz |
| --- | -------------- | ----- | ------ | ---- |
| 1   | ZSRR           | 3     | 4      | 2    |
| 2   | Bułgaria       | 3     | 1      | 1    |
| 3   | Szwecja        | 2     | 0      | 0    |
| 4   | Węgry          | 1     | 1      | 2    |
| 5   | Polska         | 1     | 0      | 0    |
| 6   | Rumunia        | 0     | 4      | 0    |
| 7   | Grecja         | 0     | 0      | 2    |
| 8   | RFN            | 0     | 0      | 1    |
|     | Czechosłowacja | 0     | 0      | 1    |
|     | Norwegia       | 0     | 0      | 1    |

## Styl wolny

### Medaliści
| Konkurencja | Złoto                | Srebro              | Brąz                 |
| ----------- | -------------------- | ------------------- | -------------------- |
| -48 kg      | Anatolij Biełogłazow | Mihály Gyulai       | Jürgen Möbius        |
| -52 kg      | Henrik Gál           | Arsen Ałachwerdijew | Hartmut Reich        |
| -57 kg      | Władimir Jumin       | László Klinga       | Hans-Dieter Brüchert |
| -62 kg      | Siergiej Timofiejew  | Petre Coman         | Iwan Jankow          |
| -68 kg      | Aleksander Matwejew  | Ismaił Juseinow     | Eberhard Probst      |
| -74 kg      | Dan Karabin          | Marin Pârcălabu     | Fred Hempel          |
| -82 kg      | Adolf Seger          | Ismaił Abiłow       | Wiktor Nowożyłow     |
| -90 kg      | Lewan Tediaszwili    | Peter Neumair       | Stelică Morcov       |
| -100 kg     | Iwan Jarygin         | Dimo Kostow         | Mehmet Güçlü         |
| +100 kg     | Ladislau Șimon       | Roland Gehrke       | Boris Bigajew        |

### Tabela medalowa
| Lp. | Państwo        | Złoto | Srebro | Brąz |
| --- | -------------- | ----- | ------ | ---- |
| 1   | ZSRR           | 6     | 1      | 2    |
| 2   | Rumunia        | 1     | 2      | 1    |
| 3   | Węgry          | 1     | 2      | 0    |
| 4   | RFN            | 1     | 1      | 0    |
| 5   | Czechosłowacja | 1     | 0      | 0    |
| 6   | Bułgaria       | 0     | 3      | 1    |
| 7   | NRD            | 0     | 1      | 5    |
| 8   | Turcja         | 0     | 0      | 1    |